# 東方諸民族大会
東方諸民族大会（とうぼうしょみんぞくたいかい）は、1920年9月1日から9月7日にかけてコミンテルンがバクーで開催した国際会議。正確には「第1回東方諸民族大会」であるが、第2回以降は開催されなかった。

## 概要
ロシア革命により成立したソヴィエト政府は、当時、旧ロシア帝国辺境地帯の中央アジアおよび隣接する中東地域での革命勢力の拡大を狙っていたが、前年1919年3月に創立されたばかりのコミンテルンはこれらの地域に在住するムスリムに対し民族自決をアピールしソヴィエト政府との連帯を呼びかけることを主な目的として東方諸民族大会の開催を決定した。
この結果、大会には中央アジアの諸ソヴィエト共和国やトルコ・ペルシア・アルメニア・インド・中国・アフガニスタンなど37ヵ国から1,891名が参加し、参加者の80％はソヴィエト「国内」に在留する東方諸民族出身者でアゼルバイジャン・北カフカス・トゥルケスタンからの代表が最も多かった（1900人の代表が出席した。そして東方諸民族大会の執行委員会は宣伝・行動会議メンバーに、ナリマン・ナリマノフ、ムスタファ・スプヒ、ミルザ・ダヴド・グセイノフ、セルゲイ・キーロフ、セルゴ・オルジョニキゼ、ヘイダル・ハーン・アムー・ウーグリー、エレーナ・スターソヴァらを選出した）。
日本からは在米日本人社会主義者団の吉原太郎が参加し大会議長団に選出されている。